# Rachat
Rachat (kaz. Рахат) – kazachskie przedsiębiorstwo zajmujące się produkcją cukierniczą. Największy producent słodyczy w Kazachstanie.
Od 2021 przedsiębiorstwo stanowi część południowokoreańskiego koncernu Lotte.
Produkty firmy Rachat obejmują głównie czekoladę, praliny i cukierki, a także ciastka i wafle. Spółka jest notowana na Giełdzie Papierów Wartościowych w Kazachstanie.

## Historia
Zakład pod nazwą Fabryka Cukiernicza Ałmaty rozpoczął produkcję w marcu 1942. W 1964 wybudowano nowy zakład produkcyjny, w którym wytwarzano czekoladę i inne słodycze. W latach 1978-1979 wybudowano nowy budynek administracyjny z kantyną i pomieszczeniem medycznym dla pracowników. W 1992 roku Rachat zadebiutował na Giełdzie Papierów Wartościowych. W 2001 roku rozpoczęto produkcję w nowym zakładzie w Szymkencie. W latach 2003-2009 podniesiono standardy produkcji do poziomu europejskiego. Od 2007 roku firma brała również udział w Międzynarodowych Targach Słodyczy w Kolonii. W 2013 większość akcji spółki (76%) nabył koncern LOTTE. W 2018 wszystkie zaprezentowane produkty otrzymały złote medale na wystawie ProdExpo-2018 w Moskwie.